# Пуццолан
Пуццола́н (итал. pozzolana, от названия города Поццуоли), — пылевидный продукт, смесь вулканического пепла, пемзы и туфа.
Первое упоминание о месте добычи, зафиксированное в письменных источниках, относится к холмам у города Путеолы в районе вулкана Везувий. В римский и византийский периоды широко применялся для строительства фундаментов, водонепроницаемых перекрытий и различных гидротехнических сооружений (водопроводы, акведуки, термы, цистерны, водонаполняемые рвы, пирсы и молы). Основным месторождением в Византии являлся район Кизика.
Пуццоланы используются в качестве гидравлической добавки к воздушной извести, сообщающей ей способность твердения во влажных условиях, и добавки к портландцементу, связывающей свободную известь, выделяющуюся при твердении цемента.
В эпоху первых цивилизаций для улучшения водостойкости известковых материалов использовали обожженные глины, они и являются наиболее известной минеральной добавкой с пуццолановыми свойствами. В 2010-2020 годах часто используется метакаолин с высокой пуццолановой активностью, для повышения прочности и надёжности. Его получают путем обжига при температуре 600–800°С.